# Спанци (Грчка)
Спанци (грч. Φανός, Фанос) је насеље у Грчкој у општини Суровичево, периферија Западна Македонија. Према попису из 2021. било је 60 становника.
На попису из 1991. године Спанци су имали 143 становника. У селу живи словенско, грчко (потомци избеглица из Турске) и аромунско становништво (досељено из Блаце).

## Становништво
| Година       | 1951 | 1961 | 1971 | 1981 | 1991 | 2001 | 2011 |
| ------------ | ---- | ---- | ---- | ---- | ---- | ---- | ---- |
| Становништво | 148  | 160  | 192  | 139  | 143  | 137  | 87   |